# Oratoire de la Sainte Grotte (Cadix)
L'oratoire de la Sainte Grotte est un oratoire fondé en 1771 à Cadix par José Saénz de Santamaría et réalisé par Torcuato Cayón (es) et Torcuato Benjumeda (es).

## Histoire
L'oratoire a été consacré au culte par l'évêque Antonio Martínez de la Plaza en 1796 et est l'un des plus représentatifs de l'architecture néoclassique religieuse en Andalousie. Il est l'œuvre des architectes Torcuato Cayón (es) et Torcuato Benjumeda (es).
Son promoteur, le prêtre José Saénz de Santamaría, marquis de Valde-Iñigo, a enrichi le temple d'une pièce musicale qui accompagne le matin du Vendredi saint, la prédication des sept derniers mots du Christ. La commande a été faite à Joseph Haydn, qui l'a intitulée Les Sept Dernières paroles du Christ en Croix.
Le ministère de la culture espagnol l'a déclaré Monument historico-artistique de caractère national en 1981.

## Description
L'oratoire est composé de deux séjours, une supérieure — ou haute chapelle —, de grande richesse et luminosité, et une souterraine — ou basse chapelle —, plus austère et vouée au recueillement, avec un calvaire de marbre.
Dans la haute chapelle, on peut contempler, parmi différentes œuvres trois toiles de Francisco de Goya : La Santa Cena (la cène), La multiplicación de los panes y los peces (la multiplication des pains) et La parábola de la boda del hijo del rey (La parabole du mariage du fils du roi), restaurées par le musée du Prado en 2000.